# Челопеч (община)
Челопеч (болг. Община Челопеч) — община в Болгарии. Входит в состав Софийской области. Население составляет 1734 человека (на 15 января 2010 года). На территории общины расположен один населённый пункт — село Челопеч.
Община Челопеч расположена в Златишко-Пирдопской котловине к югу от гор Стара-Планина. Протекает река Воздол — левый приток Тополницы. Площадь территории общины — 44,39 км². Климат — умеренно континентальный.

## Экономика
В общине Челопеч два из крупнейших в Европе месторождений медно-золотых пиритовых руд (медноколчеданные месторождения) «Челопеч» и «Воздол». Собственность на разработку руды у канадской фирмы «Челопеч Майни».

## Демография

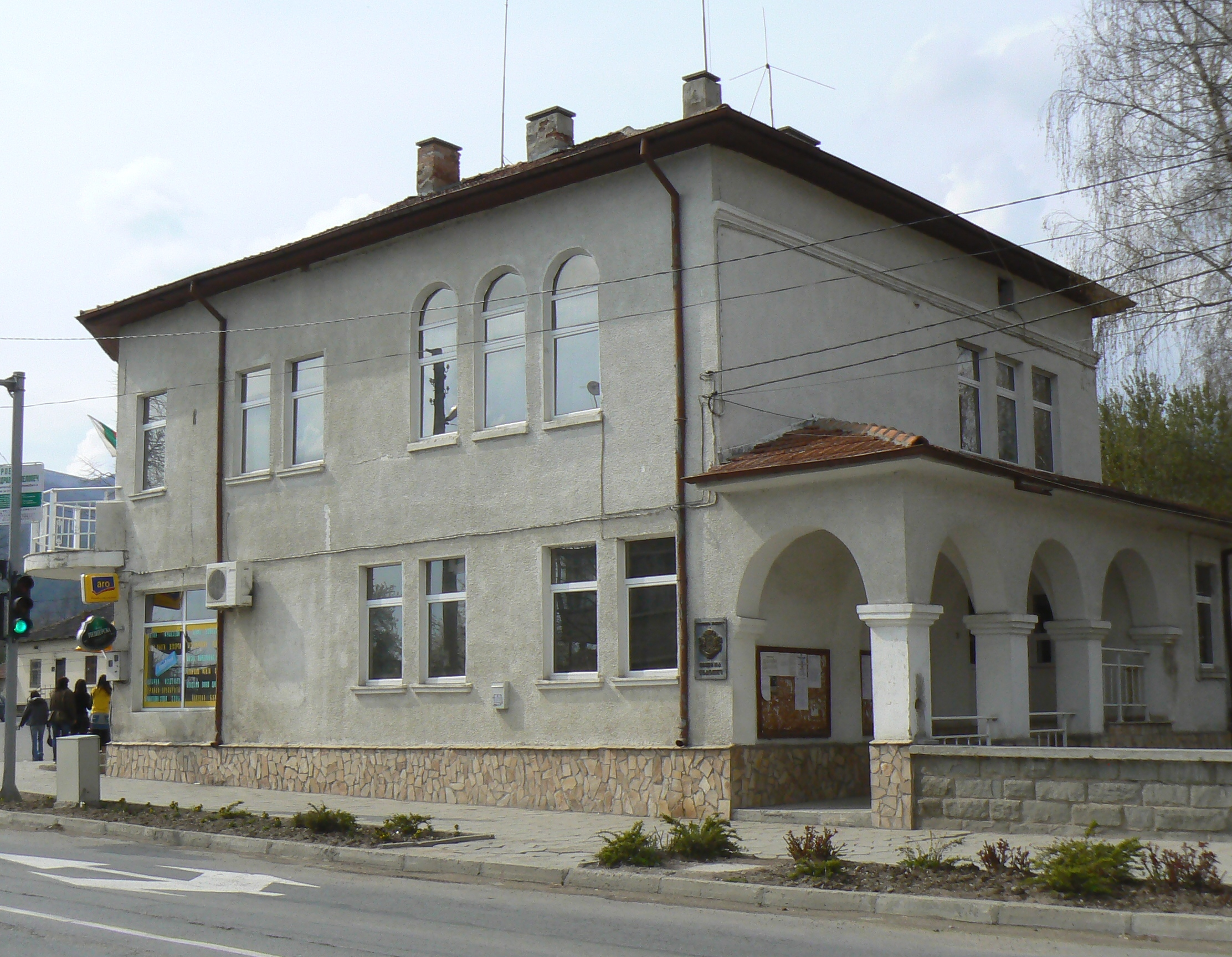
Здание администрации (сградата) общины Челопеч

По состоянию на 31 декабря 2008 года в общине проживал 1751 житель, в том числе:
- мужчин — 886 чел.
- женщин — 865 чел.

Естественный прирост населения за 2008 год — нулевой: у мужчин отрицательный — смертность превысила рождаемость на 2 чел., а у женщин положительный  — рождаемость превысила смертность на 2 чел.. За счёт внутренней и внешней миграции общее население общины увеличилось на 9 чел. (мужчин на 7 чел., женщин на 2 чел.).

## Политическая ситуация
Кмет (мэр) общины Челопеч — Алекси Иванов Кесяков по результатам выборов 2007 года.